# Euscelidia milva
Euscelidia milva är en tvåvingeart som beskrevs av Dikow 2003. Euscelidia milva ingår i släktet Euscelidia och familjen rovflugor. Inga underarter finns listade i Catalogue of Life.